# 哈萨克斯坦共产党 (1991年)
哈萨克斯坦共产党（羅馬化：Qazaqstan Kommunistık partiasy）是哈萨克斯坦的一个非法的共产主义政党。

## 历史
哈萨克斯坦共产党的前身是哈萨克苏维埃社会主义共和国的执政党、苏联共产党的分支哈萨克斯坦共产党。

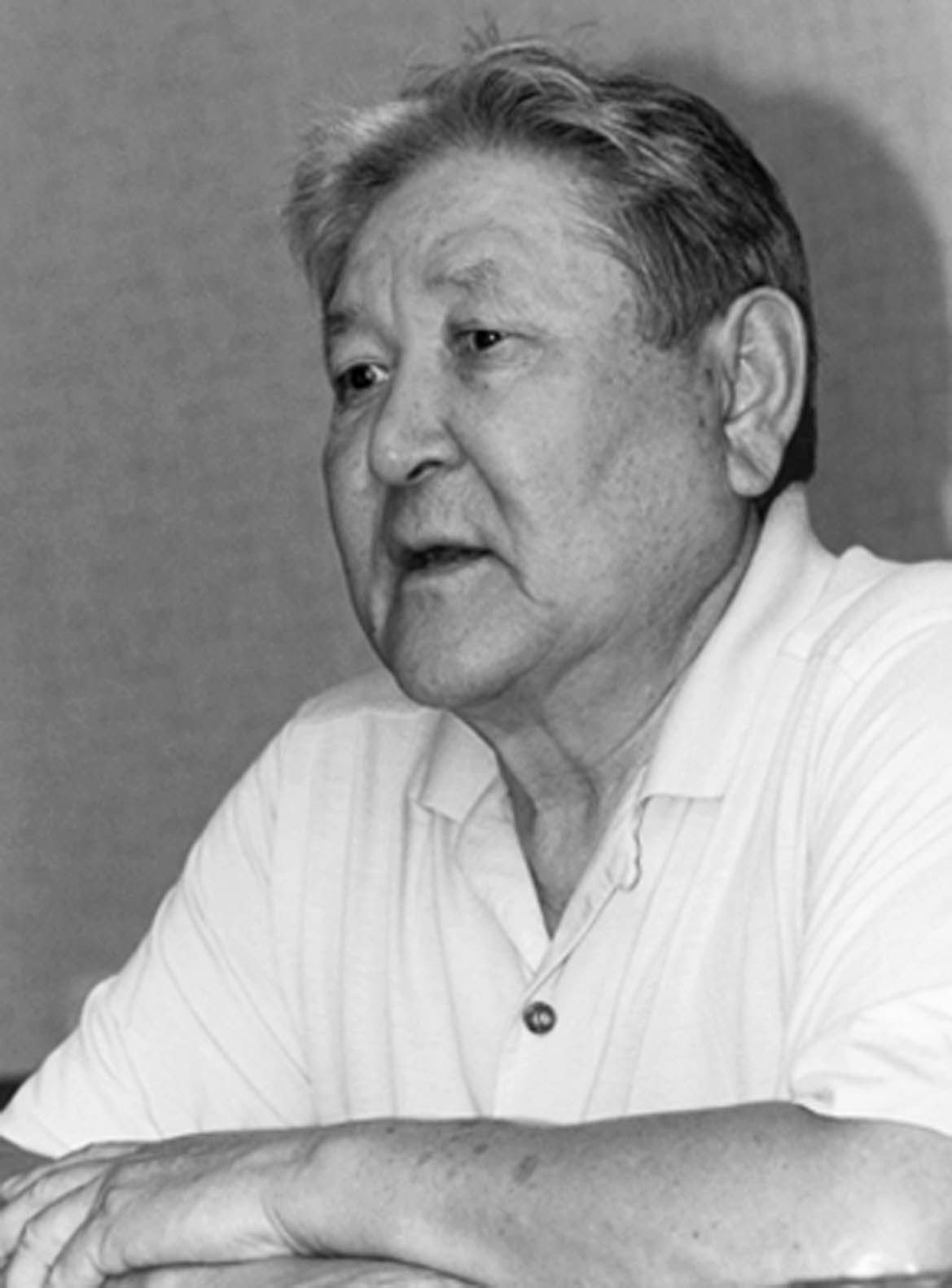
苏联解体后的哈萨克斯坦共产党首任第一书记谢里克博尔森·阿布季尔金

在第18次哈萨克共产党党代会上，大会表示“苏共已经无法取得苏联人民的信任并且苏联共产党确实已经解散”决定脱离和苏联共产党的组织关系并且解散哈萨克共产党另组哈萨克斯坦社会党作为哈萨克共产党的后继者。
1991年，哈萨克共产党第一书记努尔苏丹·纳扎尔巴耶夫成功当上哈萨克斯坦总统，并且辞去了第一书记职务。
1991年10月，许多不满纳扎尔巴耶夫行为的党员自行召开了第19次党代会，决定通过党章和纲领性声明，表示要“努力设法在已经掀起反对共产党运动的条件下继续生存下去，并用合法手段为各级政治权力而斗争”，重建了哈萨克斯坦共产党以继承前哈萨克共产党衣钵。1992年9月19日，哈共举行第20次非常代表大会，通过了新党章和党纲。1998年8月27日，哈萨克斯坦共产党正式在司法部注册。该党约有7万党员，并且在各州都有下属分支。
1999年的议会下院选举中，哈共赢得了17.75％的选票，成为议会第二大党。
在20世纪90年代中期，哈萨克斯坦共产党加入了反对派运动联盟“阿扎马特”和“世代”。
在2004年9月19日至10月3日的选举中，哈萨克斯坦共产党所在的哈萨克斯坦民主选择联盟赢得3.4%选票。2005年总统大选中，哈萨克斯坦共产党支持图雅克拜作为总统候选人。
2015年9月4日，哈萨克斯坦当局正式取缔哈萨克斯坦共产党，理由是该党仅有38000名成员，不符合政党至少需要有40000名成员的法律规定。此后，该党转入地下活动。

## 历任第一书记
1. 列昂尼德·科罗尔科夫（1992年—1994年10月）
2. 拜达别克·托列普巴耶夫（1994年10月—1996年4月）
3. 谢里克博尔森·阿布季尔丁（1996年4月—2010年4月17日）
4. 加济兹·阿尔达姆扎罗夫（2010年4月17日—2015年9月4日）